# Артур Паркін
Артур Паркін (англ. Arthur Parkin, 15 лютого 1952 — 14 листопада 2023) — новозеландський хокеїст на траві.
Учасник Олімпійських Ігор 1972, 1976, 1984 років.